# Phoxinus tennesseensis
Phoxinus tennesseensis és una espècie de peix cipriniforme de la família dels ciprínids.

## Morfologia
Els mascles poden assolir els 7,2 cm de longitud total.

## Distribució geogràfica
Es troba a Virgínia i Tennessee (Estats Units).